# Zamach na pałac prezydencki w Kabulu (2013)
Zamach na pałac prezydencki w Kabulu – atak terrorystyczny  w wykonaniu talibów na budynki rządowe, w tym pałac prezydencki w Kabulu, który miał miejsce 25 czerwca 2013 podczas wojny w Afganistanie.

## Tło sytuacyjne
Atak talibów w Kabulu, który zaskoczył służby bezpieczeństwa, nastąpił dokładnie tydzień po przejęciu przez afgańskie siły bezpieczeństwa odpowiedzialność za cały kraj od sił Międzynarodowych Sił Wsparcia Bezpieczeństwa. Zamach w Kabulu oddalał również wizję negocjacji między talibami a rządem afgańskim. Rokowania były możliwe, po tym jak talibowie otwarli swoje biuro w katarskiej stolicy Dosze. Jednak rozpoczęcie rozmów odroczono z powodu kontrowersji, związanych z wywieszeniem flagi i tablicy mogących sugerować, że jest ono placówką emigracyjnych władz Islamskiego Emiratu Afganistanu. Symbole te zdjęto 24 czerwca 2013, jednak dzień później nastąpił szturm w Kabulu.

## Atak
Atak nastąpił 25 czerwca 2013 o godz. 6.30 czasu lokalnego (godz. 4 czasu polskiego). Pod jedną z bram pałacu prezydenckiego podjechała pancerna Toyota Landcrusier z której wyszli mężczyźni, usiłujący za pomocą fałszywych identyfikatorów przedostać się do pałacu prezydenckiego. Kiedy uniemożliwili im to strażnicy pałacu, z samochodu wyszedł kolejny mężczyzna, który zaczął strzelać. Jednocześnie w powietrze wyleciała pancerna Toyota. Następnie nastąpiło siedem bądź osiem wybuchów, a potem przez co najmniej 45 minut słychać tam było wymianę ognia z broni strzeleckiej. W tym samym czasie kolejni napastnicy zaczęli atakować także hotel Ariana, gdzie mieści się główna kwatera CIA w Afganistanie. Strażnicy zabili wszystkich 14 napastników. Zginęło również trzech strażników, a jeden został ranny.
Atak rozpoczął się w czasie, gdy pod pałacem gromadzili się dziennikarze na zapowiedzianą konferencję prasową prezydenta Hamida Karzaja. Nie wiadomo, czy był on wtedy na terenie pałacu.